# KY Водолея
KY Водолея (лат. KY Aquarii), HD 213650 — одиночная переменная звезда в созвездии Водолея на расстоянии приблизительно 3046 световых лет (около 934 парсеков) от Солнца. Видимая звёздная величина звезды — от +8,94m до +8,81m.

## Характеристики
KY Водолея — красная или оранжевая пульсирующая медленная неправильная переменная звезда (LB:) спектрального класса K5 или M1. Эффективная температура — около 3717 К.